# Sigurd Schou
Sigurd Sølver Schou, född 30 juli 1875 i Köpenhamn, död där 20 november 1944, var en dansk målare. 
Han var son till målarmästaren Peter Christian Schou och Maria Bornemanna Sølver och från 1921 gift med Ellen Engel. Schou studerade vid Teknisk Skole och Det Kongelige Danske Kunstakademi i Köpenhamn 1897–1898. Han vistades i Sverige 1929 och 1931 och utförde då ett antal småländska landskapsbilder. Han medverkade under en följd av år i Charlottenbors utställningen, Kunstnernes Efteraarsudstilling och Novemberutställningarna i Köpenhamn. Hans konst består av landskapsmålningar från Danmark, Italien, Grönland och Sverige.